# 四氟化锡
四氟化锡是一种无机化合物，化学式为SnF4。它是白色固体，熔点超过700℃。

## 制备
SnF4可由氟气和金属锡直接反应得到：
Sn + 2F2 → SnF4
但是，生成的氟化物膜会覆盖在锡的表面使反应趋缓至停止。无水氢氟酸和四氯化锡的反应可以克服这一缺点：
SnCl4 + 4HF → SnF4 + 4HCl

## 性质
碱金属氟化物与之反应，可以得到六氟合锡(IV)酸盐（如K2SnF6），其中包含八面体的SnF62−阴离子。SnF4作为路易斯酸，可以和一些分子加成为形式L2·SnF4或L·SnF4的化合物。
四氟化锡在高温下可以被锡还原为氟化亚锡，被碱金属甚至是铁，还原为单质锡。
二氧化氮和四氟化锡在室温之上反应，可以得到硝酸三氟化锡(IV)和六氟(IV)合锡酸亚硝酰：
3 SnF4 + 4 NO2 → 2 SnF3(NO3) + (NO)2SnF6